# Clermontský koncil

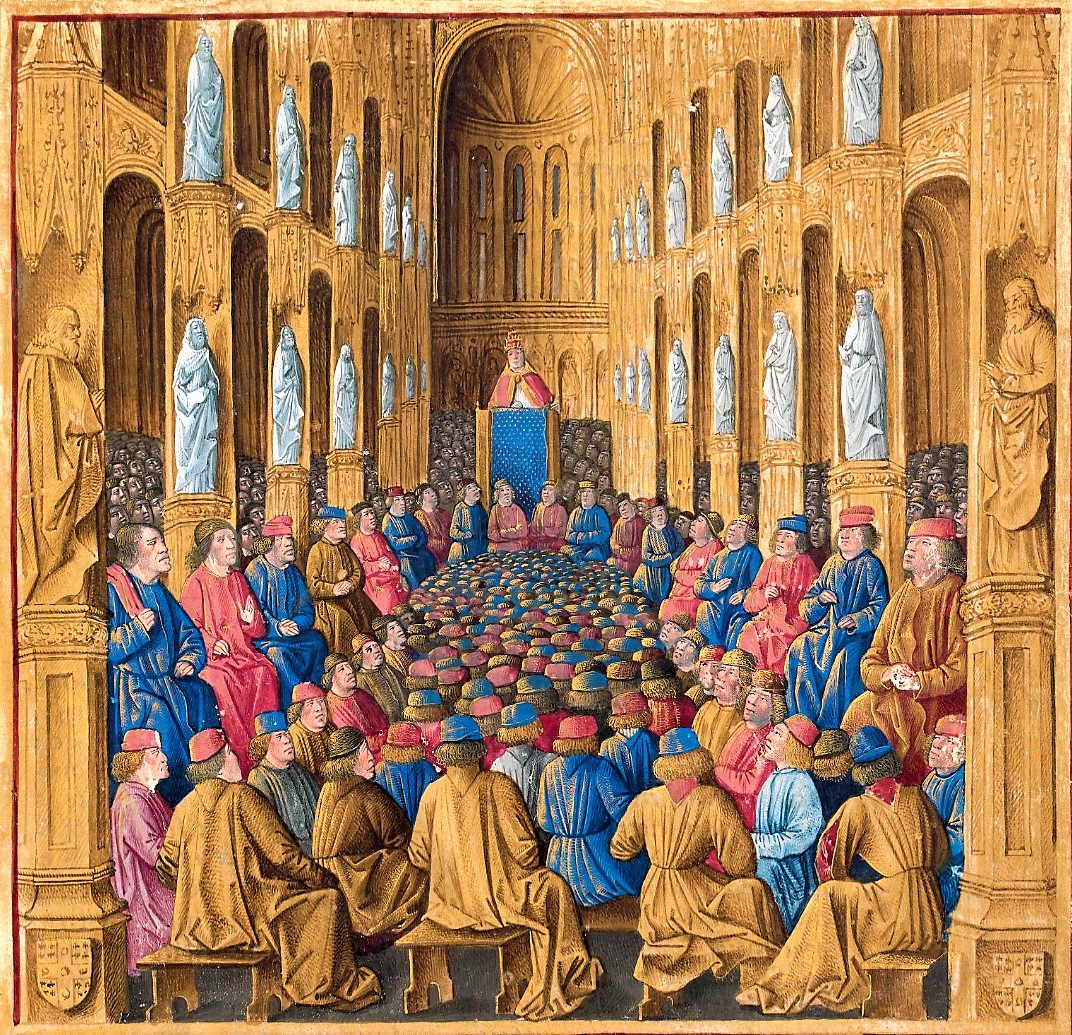
Papež Urban II. na koncilu v Clermontu (malba z doby okolo 1490, Francouzská národní knihovna)

Clermontský koncil byla synoda katolické církve, která se v listopadu roku 1095 konala ve francouzském městě Clermont. Koncil svolal papež Urban II. a jeho výsledkem bylo zahájení první křížové výpravy, které předcházela výprava lidová.
V roce 1095 poslal byzantský císař Alexios I. své vyslance na západ, aby vyjednali vojenskou pomoc v boji proti Seldžuckým Turkům. Zprávu obdržel papež Urban II. na koncilu v Piacenze. Na listopad následujícího roku papež svolal ke konání synody církevní představitele, které zároveň žádal, aby s sebou vzali významné pány ze svých provincií.
Samotný koncil se konal mezi 18. až 28. listopadem a účastnilo se jej asi 300 duchovních z celé Francie. Papež mimo jiné nejdříve probíral clunyjské reformy a prodloužil exkomunikaci Filipu I. Francouzskému. 27. listopadu se papež rozhovořil o problémech na východě a vyzval k vojenské výpravě, která měla zabezpečit západním poutníkům cestu k Božímu hrobu v Jeruzalémě. Mimo to hrály svou roli v papežově rozhodnutí mocenské a politické důvody.